# Mount Almagosa
Mount Almagosa är ett berg i Guam (USA).   Det ligger i kommunen Agat, i den sydvästra delen av Guam, 17 km sydväst om huvudstaden Hagåtña. Toppen på Mount Almagosa är 381 meter över havet.